# Clash of Clans
Clash of Clans е стратегическа видеоигра, разработена и публикувана от финландската компания за видеоигри Supercell. За iOS устройства е пусната на 2 август 2012 година, а за Android – 7 октомври 2013 година.